# St. Stephen’s Memorial Episcopal Church
Die St. Stephen’s Memorial Episcopal Church ist eine historische Episkopalkirche in Lynn im US-Bundesstaat Massachusetts. Die Kirchgemeinde ist der Episcopal Diocese of Massachusetts zugeordnet. Das im Jahr 1881 errichtete Gebäude wurde im September 1979 unter der Bezeichnung St. Stephen’s Memorial Church in das National Register of Historic Places aufgenommen und im April 1992 als Historic District Contributing Property deklariert.

## Architektur und Ausstattung
Die St. Stephen’s Memorial Episcopal Church wurde von dem Bostoner Architekturbüro Ware & Van Brunt geplant und in den Jahren 1880 und 1881 erbaut. Die Außenmauern wurden aus rötlichem Granit aus dem benachbarten Swampscott errichtet, außerdem wurden Details aus Hausteinen aus der kanadischen Provinz Nova Scotia gefertigt. Das Dach besteht aus rotem und vereinzelt grauem Schiefer. Der Kirchturm ist etwa 40 Meter (130 Fuß) hoch, in ihm befinden sich zehn Glocken aus der Glockengießerei Meneely. Der Glaskünstler Louis Comfort Tiffany gestaltete zusammen mit verschiedenen Künstlern über 40 Fenster für die Kirche. Jeweils zwei Entwürfe stammen zum Beispiel von Francis Davis Millet und Augustus Saint-Gaudens. Die Fenster zählen zu den ältesten noch erhaltenen Tiffany-Fenstern weltweit.

## Geschichte
Der Bau der Kirche wurde von dem Textilunternehmer Enoch R. Mudge finanziert, der damit das Andenken an seine Kinder Charles R. Mudge, der in der Schlacht von Gettysburg fiel, und Fanny Olive Van Brunt bewahren wollte. Die Baukosten wurden mit 150.000 Dollar veranschlagt, jedoch im Lauf der Errichtung erheblich überschritten. Insgesamt investierte der Stifter etwa 250.000 Dollar in den Bau. Mudge starb 1881, einen Monat vor der Fertigstellung des Gebäudes, was dazu führte, dass seine Totenmesse der erste Gottesdienst in der neuen Kirche war. Bis 1885 wurden insgesamt zehn Glocken im Kirchturm installiert. Die Kirchgemeinde von Lynn zählte zu Beginn des 20. Jahrhunderts zu den größten der Episkopalkirche in Massachusetts, die Jugendorganisationen in St. Stephen’s galten als nationale Vorbilder für die USA.
Anlässlich des dritten Jahrestags des Kriegseintritts der USA in den Ersten Weltkrieg hielt Franklin D. Roosevelt, der spätere Präsident der Vereinigten Staaten, am 11. April 1920 in der St. Stephen’s Memorial Episcopal Church eine Rede mit dem Titel The Problems of Peace (deutsch Die Probleme des Friedens). Roosevelt, damals Staatssekretär im Marineministerium, war einer Einladung des Pfarrers der Kirche gefolgt, mit dem er gemeinsam an der Harvard University studiert hatte.
Die Kirchgemeinde wuchs auch in der Zeit zwischen den Weltkriegen beständig weiter, was unter anderem zum Bau eines neuen Pfarrhauses und zu weiteren Umbauten in der Kirche führte. Bis zum Beginn der Great Depression wurde das Gebäude teilweise saniert und den zu dieser Zeit geltenden Bau- und Brandschutzvorschriften angepasst. So wurde zum Beispiel die Gasbeleuchtung durch elektrisches Licht ersetzt.
Während des Zweiten Weltkriegs wurde in der Kirche ein Gedenkaltar für die Kriegsopfer der Gemeinde errichtet. In den Nachkriegsjahren wurden unter anderem die Räumlichkeiten der Sonntagsschule ausgebaut und modernisiert. Im Jahr 1976 ließ die Kirchengemeinde die St. Stephen’s Tower Apartments erbauen, um den Gemeindemitgliedern erschwinglichen Wohnraum zur Verfügung zu stellen. Zudem wurden mehrere humanitäre und soziale Organisationen in der zweiten Hälfte des 20. Jahrhunderts gegründet bzw. unterstützt. Ab 2004 wurden mit Hilfe der Essex National Historic Commission erneut umfassende Renovierungs- und Sanierungsarbeiten an der St. Stephen’s Memorial Episcopal Church durchgeführt.